# Aristagorás
Aristagorás (starořecky Ἀρισταγόρας) byl vládce iónského městského státu Milétu na počátku 5. století př. n. l.
Byl synem milétského tyrana Molpagora a zetěm dalšího tyrana Histiaia. V té době byl Milét závislý na achaimenovské Persii a tyrani působili spíše jako vazalové impéria. Perský panovník Dareios I. začal podezírat Histiaia z nespolehlivosti a povolal ho na svůj dvůr v Súsách, aby ho měl pod dohledem. Jeho nástupcem určil Aristagora.
Roku 499 př. n. l. se Aristagorás pokusil využít vnitřního konfliktu na Naxu k ovládnutí ostrova. Přemluvil sardského satrapu Artaferna, aby vyslal proti Naxu válečnou výpravu, avšak invaze byla odražena. Po tomto nezdaru už nemohl Aristagorás očekávat důvěru Peršanů a rozhodl se jít s nimi raději do otevřeného konfliktu. Vyhlásil v Milétu demokracii a s podporou Histiaia i městského sněmu zahájil iónské povstání. Neúspěšně usiloval o spojenectví s pevninskými Řeky, avšak spartský vládce Kleomenés I. ho odmítl. Omezenou vojenskou pomoc rebelům poskytli pouze Athéňané a město Eretria na ostrově Euboia.
Povstalci vedení Aristagorem vypálili Sardy, avšak Peršané přešli do protiútoku a rozdrtili řecká vojska v bitvě u Efezu. V obavách o život uprchl Aristagorás do Thrákie, kde založil vlastní stát s centrem v Amfipoli. Zde zahynul v bojích s domorodými Edony, pravděpodobně okolo roku 497 př. n. l.
Hérodotos ve svých Dějinách líčí Aristagora jako bezcharakterního zbabělce, ovšem pozdější historikové jako Mabel Langová tento pohled odmítají jako zaujatý a poukazují na tehdejší komplikované politické poměry, které vyžadovaly od milétských představitelů obratné manévrování mezi silnějšími hráči.